# Zentralkordillere (Kolumbien)
Die Cordillera Central in Kolumbien ist eine der drei wichtigen Bergketten vulkanischen Ursprungs in Südamerika und ein Zweig der Andenkordillere (spanisch Cordillera de los Andes) die sich im Süden Kolumbiens zwischen die westliche und östliche Kordillere schiebt. Die Zentralkordillere ist die mit den höchsten Erhebungen. Ihre Berge können bis zu 5000 m ü. NN liegen und waren für Kolumbien schon immer ein historisches Hindernis für die wirtschaftliche Entwicklung und die kulturelle Verbindung der Nation.

## Ausdehnung
Die Zentralkordillere (im Schnitt auf 3.000 bis 3.500 Meereshöhe) erstreckt sich über 1023 Kilometer vom Kolumbianischen Massiv (spanisch Macizo Colombiano oder auch Nudo de Almaguer genannt) im Departamento Cauca im Süden bis zur Serranía de San Lucas im Departamento Bolívar im Norden des Landes. Das Gebirge bedeckt eine Fläche von 129.737 Quadratkilometern.
An dieser Bergkette befindet sich die sogenannte „Kaffeeachse“ (spanisch Eje Cafetero) mit mehreren schneebedeckten Gipfeln, darunter der Nevado del Ruiz, Nevado de Santa Isabel, Nevado el Cisne und der Nevado del Tolima.
Auf dem Gebirgszug und seinen Tälern befinden sich wichtige Städte Kolumbiens, wie Medellín, Popayán, Cali, Ibagué, Armenia, Manizales und Pereira. Die Zentralkordillere durchquert die Departamentos Antioquia (26 %), Tolima (15 %), Bolívar (14 %), Cauca (11 %), Nariño (8 %), Huila (7 %), Valle del Cauca (6 %), Caldas (5 %), Putumayo (5 %), Risaralda (2 %) und Quindío (1 %).

## Geographie
Die Gebirgskette wird durch die Flusstäler des Río Cauca und Rio Magdalena im Westen und Osten begrenzt.

### Höchste Gipfel
- Nevado del Huila – 5364 m – Cauca, Huila & Tolima
- Nevado del Ruiz – 5311 m – Caldas & Tolima
- Nevado del Tolima – 5215 m – Tolima
- Nevado de Santa Isabel – 5100 m – Risaralda, Tolima & Caldas
- Nevado del Quindio – 4760 m – Quindio, Tolima & Risaralda
- Pan de Azúcar – 4670 m – Cauca & Huila
- Puracé – 4646 m – Cauca & Huila

### Schutzgebiete
- Nationalpark Los Nevados
- Nevado del Huila
- Puracé Nationalpark
- Parque Nacional Natural Las Hermosas
- Parque Nacional Natural Selva de Florencia
- Naturschutzgebiet Otún Quimbaya
- Serranía de las Minas – vorgeschlagen